# Рейс навиліт
«Рейс навиліт» (англ. Fight or Flight) — американсько-британський кримінальний бойовик 2025 року режисера Джеймса Медіґана з Джошем Гартнеттом, Чарітрою Чандран, Джуліаном Костовим, Кеті Сакгофф і Марко Зарором у головних ролях.

## Сюжет
Найманець Лукас хоче нарешті зав'язати, але боси дають останнє завдання: вистежувати та супроводжувати ціль у літаку. Проте ситуація значно ускладнюється, коли виявляється, що літак — повен скажених кілерів-убивць й в усіх є фото Лукаса.

## У ролях
| Актор            | Роль         |
| ---------------- | ------------ |
| Джош Гартнетт    | Лукас Реєс   |
| Чарітра Чандран  | Іша          |
| Джуліан Костов   | Аарон Гантер |
| Кеті Сакгофф     | Кетрін Брант |
| Марко Зарор      | Шаєнн        |
| Ребекка Джонстон | Ребекка      |

## Прем'єра
Фільм «Рейс навиліт» вперше вийшов у прокат на Близькому Сході 6 лютого 2025 року. Пізніше прем'єра фільму відбулася на Sky Cinema 28 лютого 2025 року.
Прем'єра «Рейс навиліт» запланована на 17 квітня 2025 року в українському кінопрокаті.